# Lilian Clarke
Pour les articles homonymes, voir Clarke.
Lilian Jane Clarke, née à Londres le 27 janvier 1866 et morte le 12 février 1934, est une botaniste britannique, professeure de botanique à la James Allen's Girls' School, à Dulwich de 1896 à 1926. Elle est connue pour sa création d'un jardin botanique à visée éducative et expérimentale, dans le cadre de son enseignement de la botanique à Dulwich.

## Biographie
À l'âge de dix-neuf ans, elle reçoit la médaille d'or de la Société des apothicaires qui couronne ses études au Jardin botanique de Chelsea. Elle fait ses études de botanique sous la conduite du professeur Francis Wall Oliver, à l'University College de Londres en 1887-1894, et elle obtient une licence de sciences. En janvier 1896, elle est nommée professeure à la James Allen's Girls' School de Dulwich, où elle réalise l'ensemble de sa carrière professionnelle.
Elle fait partie du premier groupe de quinze femmes acceptées comme membres de la Linnean Society of London, en 1904-1905 et participe aux activités de l'Association britannique pour l'avancement de la science.
Elle soutient une thèse de doctorat en sciences à l'université de Londres, en 1917, avec une recherche sur l'enseignement de la botanique qu'elle a pratiqué dans l'école de filles de Dulwich.

## The Botany Gardens: un laboratoire expérimental de botanique
Elle crée un laboratoire indépendant, attenant à l'école de Dulwich, dans lequel les élèves peuvent réaliser des observations et des expériences. Son travail est encouragé par Arthur George Tansley. Elle a reproduit dans son jardin des habitats typiques, tels que les marais salants et des plages de galets. Elle bénéficie également du soutien de William Hales, conservateur du Jardin botanique de Chelsea en 1899-1937, qui lui procure plusieurs plants. Elle publie The Botany Gardens of the James Allen's Girls' School, Dulwich: Their History and Organisation,.

## Publications
- (en) The Botany Gardens of James Allen's Girls' School, Dulwich: Their History and Organisation, Londres, London Board of Education, 1922
- (en) Botany as an Experimental Science in Laboratory and Garden, Oxford, Oxford University Press, 1935